# Sándorfalva
Sándorfalva est une ville et une commune du comitat de Csongrád en Hongrie.